# Asomavisión
Asomavisión es un canal ecuatoriano de televisión evangélico que comenzó sus trasmisiones regulares desde el año 1992. Cuenta con trasmisión de programación nacional e internacional, dirigido al público infantil, jóvenes y adultos.

## Historia
Entre 1962 al 1968 el misionero Dwight Lind trabajó en el ministerio de televisión en Quito, donde fundó un canal de nombre VozAndes Tv (HCJB TV) filial de HCJB, ante la falta de aparatos de televisión y las escasas leyes de radiofrecuencias en Ecuador, el canal no prosperó.
El misionero norteamericano Dwight Lind, (que había iniciado el canal 4) regresó a Ecuador en 1993 para crear Asomavisión canal 27, en la ciudad de Quito. Lind formaría parte del equipo de técnicos que instalaron los equipos de trasmisión junto a Thomas Fulghum (fundador de ASOMA), y el pastor Gonzalo Carvajal. El nuevo canal adoptó el nombre de la institución que logró la gestión de su funcionamiento, la Asociación de Ministerios Andinos (ASOMA).
En el 2015 el canal recibió la Mención de Honor por Servicios Relevantes a la Ciudad "Marieta Veintimilla", del Municipio de Quito en honor a los 30 años de fundación de ASOMA.
En el 2021 la Agencia de Regulación y Control de las Telecomunicaciones se asignó varias frecuencias adicionales, 41 UHF Tungurahua y Cotopaxi y 28 UHF Guayas y Los Ríos. Con lo cual también dejó de ser un canal privado para pasar a ser un medio de comunicación comunitario. Asomavisión fue el primero de los dos canales de banda UHF relacionados con las iglesias evangélicas.

## Programación
Posicionada entre las mejores estaciones UHF, difunde una variedad de programación que incluyen contenido educativo y predicaciones evangélicas.
- El Super libro[3]
- Educa Contigo[14]
- El Club 700[8]